# Union Cinema
Union Cinema fue una banda peruana de indie rock originaria de Lima, Perú, formada en 2013 y compuesta por Antonio Jáuregui, Antonio Santiváñez y Alessandro Coluccelli.

## Integrantes
- Antonio Santivañez (Voz, Guitarra)
- Antonio Jauregui (Bajo, coros)
- Alessandro Coluccelli (Batería)

## Historia
La influencia musical de Unión Cinema proviene de una mixtura de estilos provenientes del mundo y sobre todo del Perú. 
El nombre Union Cinema proviene de Barrios Altos, Plaza Italia, Cine Pizarro, Cine Unión, Jirón de la Unión, El Congreso, La Piedra del Diablo, Jirón Huallaga, Cinco esquinas, La quinta Jerin, entre otros. Todos estos lugares se encuentran ubicados en el Centro de Lima.
Antonio Jauregui y Antonio Santivañez se conocieron en el 2009 ambos formando parte de diferentes bandas musicales. Luego de la salida de Antonio Jauregui de Libido, este planea crear un disco lleno de mixturas, es por ello que busca a Antonio Santivañez; músico, compositor y cantautor.
El 21 de mayo de 2013 se estrenó el videoclip de "A ser historia", su primer sencillo. El clip fue dirigido por Rodrigo Riz y muestra a los dos integrantes del grupo: Toño Jáuregui y Toño Santivañez, tocando en las instalaciones del local Scencia de la Molina. 
Posteriormente el 16 de julio del mismo año se presentó “Dimlight”, su nueva canción.
El 24 de noviembre de 2013 sale a la venta el primer disco de la banda llamado "Sinestesia", este disco superó los récords en venta, en vista que su valor era de S/. 5.00 nuevos soles, un valor por lo bajo del precio estándar. Este disco llegó gracias a la distribución del Diario La República. Fue grabado íntegramente en Lima y mezclado en Los Ángeles por el legendario Duane Baron, quien ha producido anteriormente el disco POP PORN de la banda peruana Libido y La masterización estuvo a cargo de Adam Ayan también en Los Ángeles.
Tras el lanzamiento del disco, Unión Cinema se inició tocando en diferentes universidades de Lima todo el Perú. Hasta que fueron teloneros junto a Francois Pegleau de la banda británica Blur el 29 de octubre del 2013 en el estadio San Marcos. De igual manera tocaron de la mano de la famosa banda Mar de Copas en la discoteca Vocé, en los Ángeles junto con Los Rabanes, y últimamente el 15 de marzo de 2014 en La Plata junto con la famosa banda proveniente de Uruguay NTVG y posteriormente con Zero Kill la banda del hijo del legendario Gustavo Cerati, Benito Cerati.

### Sinestesia
Fue el primer y único álbum de estudio de la banda Unión Cinema que fue lanzado el 24 de noviembre del 2013 que contiene singles como A ser historia” , Mi obsesión por ella y Penumbra. En el disco hay canciones Indie Rock y Rock Pop.

### Sencillos en inglés
- Can't Get Rid Of
- Dimlight
- Take Control

### Sencillos en francés
- Ce N'est Qu'un Début

### Sencillos en coreano
- 목소리

#### Álbumes de estudio
- Sinestesia (2013)